# Comuna Posad-Pokrovske, Bilozerka
Posad-Pokrovske (în ucraineană Посад-Покровське) este o comună în raionul Bilozerka, regiunea Herson, Ucraina, formată din satele Posad-Pokrovske (reședința) și Soldatske.

## Demografie
Componența lingvistică a comunei Posad-Pokrovske
     Ucraineană (91,11%)
     Rusă (8,06%)
     Alte limbi (0,48%)
Conform recensământului din 2001, majoritatea populației comunei Posad-Pokrovske era vorbitoare de ucraineană (91,11%), existând în minoritate și vorbitori de rusă (8,06%).